# Krecikomysz
Krecikomysz, pirsonek (Geoxus) – rodzaj ssaków z podrodziny bawełniaków (Sigmodontinae) w obrębie rodziny chomikowatych (Cricetidae).

## Zasięg występowania
Rodzaj obejmuje gatunki występujące w Andach w Chile i Argentynie.

## Morfologia
Długość ciała (bez ogona) 95–126 mm, długość ogona 30–82 mm, długość ucha 10–20 mm, długość tylnej stopy 14–30 mm; masa ciała 25,5–61 g.

## Systematyka
Rodzaj zdefiniował w 1919 roku angielski zoolog Oldfield Thomas na łamach The Annals and Magazine of Natural History. Na gatunek typowy Thomas wyznaczył (oryginalne oznaczenie) krecikomysz długopazurową (G. valdivianus). 

### Etymologia
- Geoxus (Notoxus): gr. γεω- geō- ‘ziemny-’, od γη gē ‘ziemia’[8]; οξυς oxus ‘ostry, spiczasty’[9].
- Pearsonomys: Oliver Payne Pearson (1915–2003), amerykański teriolog; gr. μυς mus, μυος muos ‘mysz’[2]. Gatunek typowy: Pearsonomys annactens B.D. Patterson, 1992).

### Podział systematyczny
Do rodzaju należą następujące gatunki:
- Geoxus valdivianus (R.A. Philippi, 1858) – krecikomysz długopazurowa
- Geoxus annactens (B.D. Patterson, 1992) – pirsonek chilijski
- Geoxus lafkenche Teta & D’Elía, 2017
- Geoxus michaelseni (Matschie, 1898)